# Linnaemya caffra
Linnaemya caffra är en tvåvingeart som först beskrevs av Villeneuve 1916.  Linnaemya caffra ingår i släktet Linnaemya och familjen parasitflugor. Inga underarter finns listade i Catalogue of Life.